# Marek Vokáč
Marek Vokáč (ur. 6 grudnia 1958 w Pradze, zm. 14 listopada 2021) – czeski szachista i trener szachowy (FIDE Trainer od 2010), arcymistrz od 1999 roku.

## Kariera szachowa
Największe sukcesy w swojej karierze odniósł w drugiej połowie lat 90. XX wieku. W 1995 r. zdobył w Ołomuńcu tytuł wicemistrza, a w 1999 w Lázně Bohdancu – tytuł mistrza Czech. Dwukrotnie (1999, 2001) reprezentował barwy swojego kraju na drużynowych mistrzostwach Europy, jak również (2002) na szachowej olimpiadzie.
Pierwsze znaczące wyniki na arenie międzynarodowej zaczął osiągać pod koniec lat 70. W 1979 r. podzielił III m. (za Karelem Mokrym i Thomasem Casperem, z Rajem Tischbierkiem) w Decinie. W kolejnych latach sukcesy odniósł m.in. w:
- Rostocku (1985, dz. II m. (za Walerijem Czechowem, z Jackiem Bielczykiem, Peterem Endersem i Mathiasem Womacką),
- Pradze (1988, dz. I m.),
- Karvinie (1989, dz. II m. za Stefanem Grossem(inne języki), ze Zbynkiem Hrackiem),
- Polanicy-Zdroju (1996, turniej otwarty, dz. III m. za Rusłanem Szczerbakowem i Spartakiem Wysoczinem(inne języki), z Piotrem Staniszewskim),
- Czeskich Budziejowicach (1996, dz. I m. z Markiem Matlakiem oraz dwukrotnie I m. w latach 2000 i 2003),
- Pardubicach (1997, dz. II m. za Konstantinem Sakajewem, z m.in. Andrei Istratescu, Constantinem Ionescu, Wiktorem Kuporosowem i Aleksiejem Ługowojem),
- Trzyńcu (1998, I m.),
- Plzenie (2001, dz. II m. za Nikołajem Tołstychem, z Michalem Konopką i Davidem Grossem),
- Karvinie (2001, dz. I m. z Weniamenem Sztyrenkowem),
- Znojmo (2004, I m.),
- Havlíčkůvym Brodzie (2004, dz. I m. z Jirim Lechtynskim i Robertem Cvekiem),
- Ostrawie (2005, dz. II m. za Wiaczesławem Dydyszko, z Arturem Jakubcem),
- Starym Meście (2005, I m. oraz 2006, dz. I m. z Ramiłem Chasangatinem),
- Pradze (2005, dz. I m. z Eduardem Meduną oraz 2006, I m.),
- Teplicach (2006, I m.),
- Zdziarze nad Sazawą (2007, I m.),
- Českým Krumlovie (2007, I m.; 2008, dz. I m. z Radoslavem Dolezalem(inne języki)),
- Staré Město (2009, dz. I m. z m.in. Miłko Popczewem, Wjaczesławem Zacharcowem i Michaiłem Iwanowem(inne języki)).

Najwyższy ranking w karierze osiągnął 1 października 2001 r., posiadał wówczas 2529 punktów i zajmował 5. miejsce wśród czeskich szachistów.